# Roger Baqué
Pas d'image ? Cliquez ici

a Compétitions nationales et continentales officielles uniquement.

Dernière mise à jour le 16 janvier 2021.
Roger Baqué, né le 20 mai 1925 à Aignan et mort le 24 février 2013 à La Tronche, est un joueur français de rugby à XV qui évolue au poste de demi d'ouverture.

## Biographie
Roger Baqué naît le 20 mai 1925 à Aignan dans le Gers.
Il commence le rugby dans le club de Saint-Gaudens qui évolue en quatrième série.
Il exerce la profession de directeur commercial.

### Débuts au Stade toulousain
Voulant poursuivre une formation d'ingénieur, il rejoint la capitale occitane et opte pour le Stade toulousain, déjà au sommet de la hiérarchie nationale.
Il apprend rapidement toutes les ficelles de son rôle d'ouvreur et devient rapidement le titulaire du poste formant la charnière avec Yves Bergougnan.

#### Champion de France 1947
Avec le Stade toulousain, il remporte deux Coupes de France consécutives en 1946 et en 1947 et surtout le titre de champion de France la même année.

### Confirmation au FC Grenoble
Ses études d'ingénieur terminées, la quête d'un emploi l'oblige à s'exiler du Sud-Ouest.
Il rejoint le FC Grenoble qui lui propose un poste.
La challenge sportif n'est pas le même, Grenoble souffre d'une crise d'effectifs et pour sa première saison avec le club grenoblois, les Alpins sont relégués en deuxième division.
Mais grâce à son expérience et à un recrutement important avec notamment ses anciens coéquipiers toulousains Pierre Gaussens et Henri Jolivet mais aussi le maître à jouer Jean Liénard, l'ancien talonneur international Marcel Jol ou encore le deuxième ligne italien Sergio Lanfranchi, les Grenoblois retrouvent l'élite au bout de deux ans en remportant le titre de champion de France de deuxième division en 1951.
En 1953, il est sélectionné en équipe de France contre l'Italie mais décline l'invitation à cause de son mariage.
La même année, il est classé meilleur ouvreur français par le Midi-Olympique.

#### Champion de France 1954
Puis, il remporte un second Bouclier de Brennus en 1954 avec Grenoble.
C'est sur ce titre qu'il décide de mettre un terme à sa carrière de joueur à seulement 29 ans.

## Palmarès
- Championnat de France de première division :
  - Champion (2) : 1947 et 1954
- Championnat de France de deuxième division :
  - Champion (1) : 1951
- Coupe de France :
  - Vainqueur (2) : 1946 et 1947